# Socrate

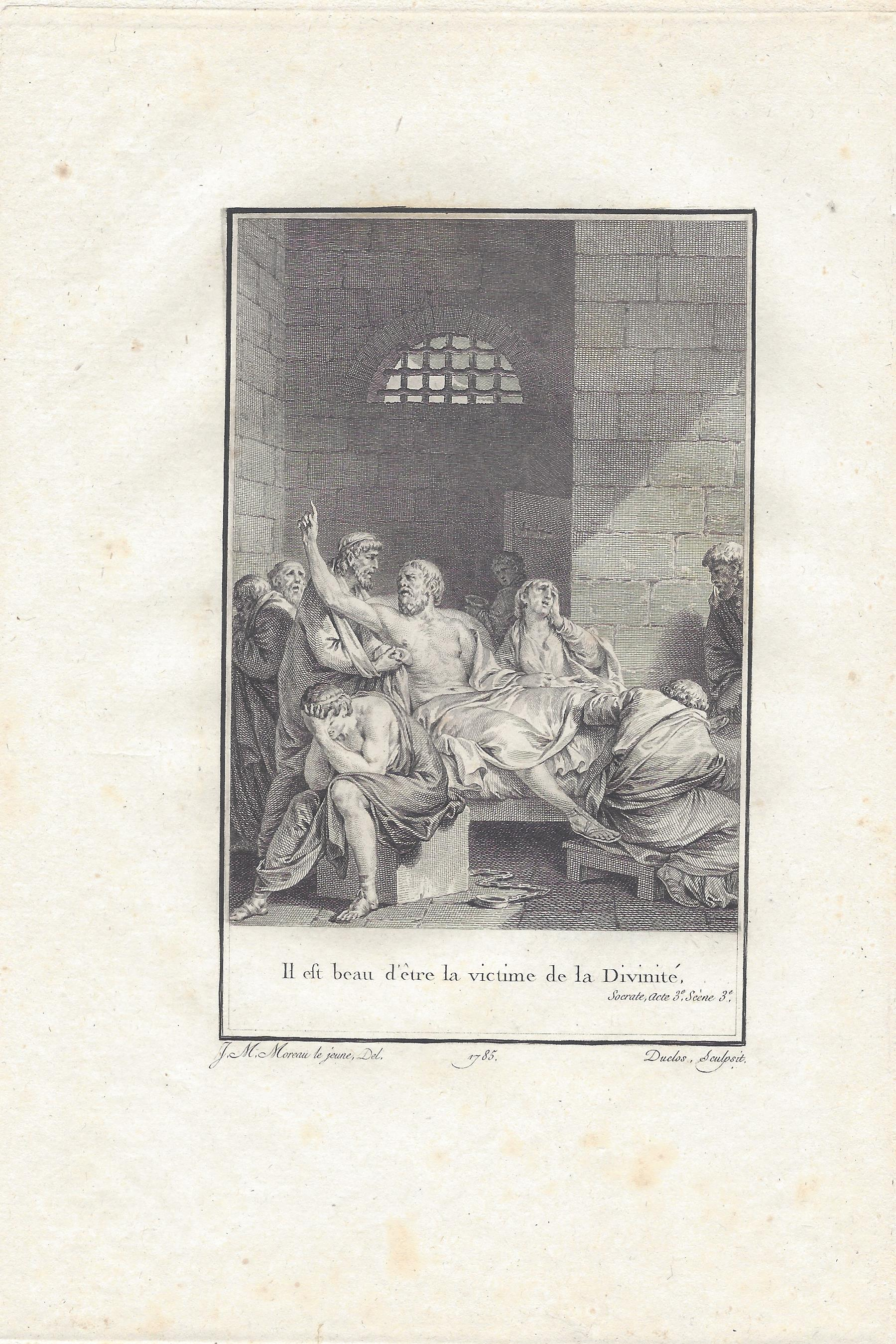
Jean-Michel Moreau: Illustration zum Socrate 1785

Socrate ist eine unaufgeführtes Drama in drei Aufzügen von Voltaire in Prosa, ein angebliches Stück des schottischen Dichters James Thomson, übersetzt von einem M. Fatéma aus dem Jahr 1759.

## Handlung
Akt 1
Die Handlung spielt in Athen im Jahre 399 v. u. Z. – Anitus, der Hohe Priester der Ceres, beabsichtigt die junge, von Socrate erzogene Athenerin Aglaé zu heiraten. Der boshafte Priester nutzt sein Amt aus: Er lässt sich reichlich beschenken und versichert den Schenkenden, dies sei der beste Weg, die Gunst der Götter und Göttinnen zu erlangen: Gebt viel und ihr erhaltet viel. Zusammen mit dem athenischen Richter Mélitus will Anitus Socrate zugrunde richten, der nur die Tugend und die Gottheit predige und der es wagte, über die Ceresmysterien zu spotten.
Aglaés Vater Agathon hatte seine Tochter dem mit ihm befreundeten Socrate durch Testament anvertraut. Deshalb bittet Anitus den Socrate um sein Einverständnis – dessen Frau Xantippe habe ihre Zustimmung bereits erklärt. Socrate sieht sich indes nur als Tutor der Agathontochter und deshalb als nicht zuständig für die Entscheidung über ihre Ehe. Aglaé aber verachtet Anitus und verweigert sich ihm, da sie Sophronime – einen jungen Athener und Socrateschüler – liebe. Auch Anitus‘ Drohung, Ceres könne sie bestrafen, wenn sie ihren Diener verachte, ändert nichts an ihrer ablehnenden Haltung.
Akt 2
Sophronime fürchtet, dass Anitus wegen der Ablehnung Aglaés Rache an Socrate nehmen werde. Zwischen Xantippe und Socrate kommt es zu einer Diskussion: Sie will Aglaés Heirat mit Anitus, für ihn ist maßgeblich, dass Aglaés und Sophronime sich lieben. Die Händlerin Drixa will sich an Socrate rächen, weil er ihr Sophronime genommen habe, und wendet sich an Anitus. Dieser hat sofort ein Argument: Socrate verachtet die Götter, weil er ihn geringschätze. Trotzdem will er Socrate seinen Schutz anbieten, wenn der ihm Aglaé abtrete und Drixa den schönen Sophronime zurückgebe. Bald aber trifft sich das Tribunal der athenischen Richter mit dem Socratefeind Mélitus an der Spitze. Die Schulmeister Nonoti, Chomos und Bertios haben sich Beschuldigungen gegen Socrate ausgedacht. Anitus und Mélitus wissen sehr wohl, dass Socrate jeden von ihnen demaskieren könnte, und verbünden sich – ungeachtet ihrer gegenseitigen Abneigung –, um ihn zu vernichten. Die Anitus nahestehenden Terpandre und Acros sowie Drixa tragen ihre mannigfaltigen Beschuldigungen vor Gericht vor. Mélitus ordnet an, dass Socrate ins Gefängnis geworfen wird. Der Hohe Priester heuchelt Socrate vor, ihm blute das Herz, ihn in diesem Zustand zu sehen: Er könne frei sein, wenn er ihm das Waisenkind zusammen mit der Mitgift abtrete. Der Philosoph aber zieht das Gefängnis vor.
Akt 3
Vor Gericht resümiert Mélitus die Anklagepunkte: Socrate sei ein schlechter Bürger, verderbe die Jugend, leugne die Mehrzahl der Götter, sei Häretiker, Deist und Atheist. In seiner Verteidigungsrede bekräftigt der Philosoph, dass es nur einen Gott gebe – für den obersten Richter ein Beweis, dass Socrate ein Verbrecher ist. Nachdem dieser auf einen Einwurf Anitus‘ auch noch versichert, dass sich die Erde drehe, wird er auf Anordnung des obersten Richters abgeführt. Nach der richterlichen Beratung wird dem wieder herbeigeführten Socrate das Urteil verkündet: Er muss den Schierling trinken, bis der Tod eintritt. Xantippe und seine Schüler besuchen den Verurteilten. Diese konstatieren: Die Kriminellen haben den Gerechten verurteilt. Socrate versichert den Anwesenden, seine Seele werde sie für immer lieben, und trinkt das Gift aus dem Becher. – Aglaé und Sophronime haben Anitus‘ Intrige aufgedeckt, dieser entzieht sich durch Flucht der Wut des Volkes. Die Richter widerrufen ihr Urteil. – Socrate verabschiedet sich von den Anwesenden: Die Tore der Ewigkeit öffnen sich für ihn.

## Literarische Vorlage und biografische Bezüge
Sokrates galt den Aufklärern, darunter Denis Diderot und Charles Palissot de Montenoy, als rechtschaffener Philosoph, der der Intoleranz und dem Fanatismus zum Opfer fiel. Voltaire beabsichtigte Ende der 1750er Jahre mit der Verfassung des Socrate ein Fanal gegen die Intoleranz: „Puisse cet ouvrage trembler les fanatiques“.

## Aufführungen und zeitgenössische Rezeption
Der Socrate wurde nicht auf der Bühne aufgeführt. Die brieflich am 13. Juni 1760 Charles-Augustin de Ferriol d’Argental mitgeteilte Absicht einer Überarbeitung im Versmaß unterblieb.

## Drucklegung
Voltaire besorgte den Druck in Genf unter Vorspiegelung, das Stück stamme aus dem Nachlass James Thomsons.

## Beigabe
Dem Socrate ist ein fiktives Vorwort des angeblichen Übersetzers M. Fatéma vorangestellt, das die erfundene, auf Thomson zurückgehende Provenienz darlegt.

## Erste Ausgabe
- Socrate ohne Impressum, Amsterdam (recte: Genf, 1759), 107 S.

## Belege
1. ↑  Vgl. Voltaire. Oeuvres complètes 5. Théâtre – Tome quatrième. Paris 1877, p. 359–396. Siegfried Detemple: Voltaire: Die Werke. Katalog zum 300. Geburtstag. Reichert, Wiesbaden 1994, S. 124
2. ↑  Raymond Rousson: Socrate. In: Raymond Trousson, Jeroom Vercruysse, Jacques Lemaire (Hrsg.): Dictionnaire Voltaire. Hachette Livre, Paris 1994, S. 222f.